# Moravské Lieskové
Moravské Lieskové és un poble i municipi d'Eslovàquia que es troba a la regió de Trenčín. La primera menció escrita de la vila es remunta al 1398.

## Demografia
| Godina             | 1994 | 2004   | 2014   | 2024   |
| ------------------ | ---- | ------ | ------ | ------ |
| Nombre de persones | 2565 | 2484   | 2543   | 2540   |
| Diferència         |      | −3,15% | +2,37% | −0,11% |

| Godina             | 2023 | 2024   |
| ------------------ | ---- | ------ |
| Nombre de persones | 2518 | 2540   |
| Diferència         |      | +0,87% |